# Lesothosaurus
Lesothosaurus (Lesotho-Echse) ist ein sehr ursprünglicher Vertreter der Vogelbeckendinosaurier (Ornithischia), der während des Unterjura (Hettangium) im südlichen Afrika lebte. 
Lesothosaurus wurde ursprünglich zu den Ornithopoda gerechnet, aber Untersuchungen von Paul Sereno stellen ihn als einen der primitivsten bekannten Vogelbeckensaurier an den Ursprung dieses Taxon. In einer Studie von Matthew G. Baron, David B. Norman und Paul M. Barrett aus dem Jahr 2017 identifizieren sie Lesothosaurus diagnosticus als den basalsten bekannten Vertreter der Neornithischia.
Bisher wurde nur die Art Lesothosaurus diagnosticus beschrieben, die Gattung ist also monotypisch.

## Merkmale

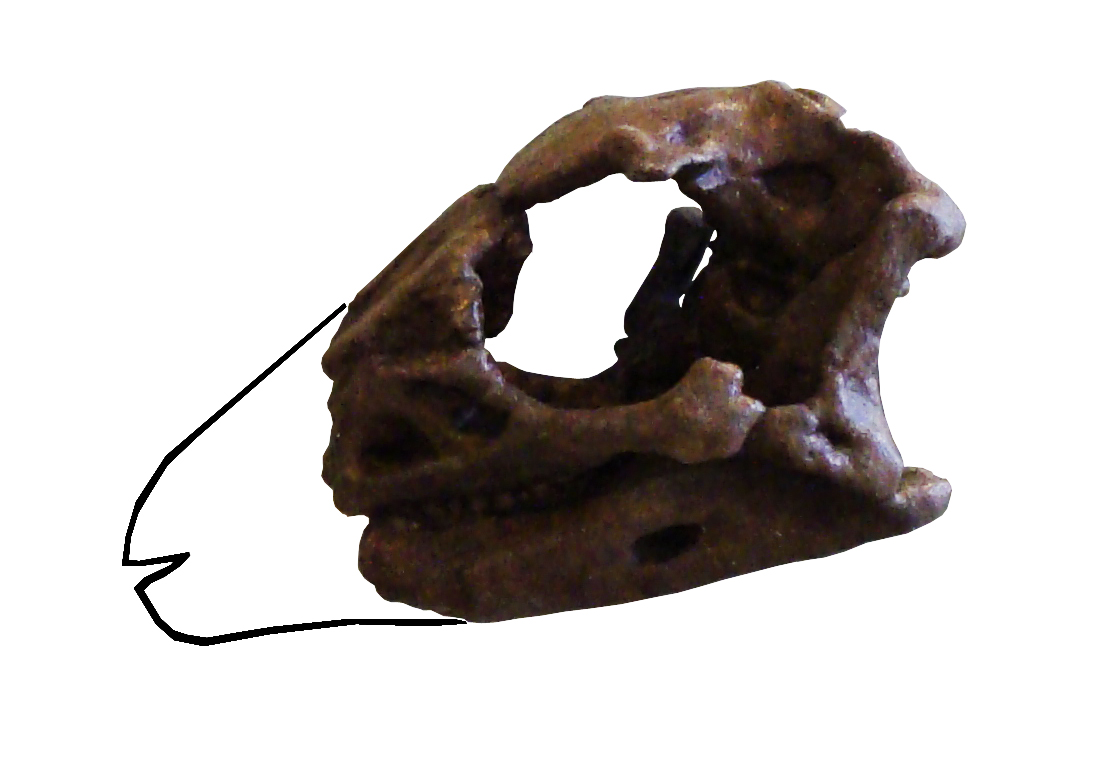
Fossil des Schädels von Lesothosaurus

Der etwa einen Meter lange Pflanzenfresser hatte einen leguanähnlichen, kurzen, flachen und kleinen Schädel, mit spitzen pfeilförmigen Zähnen, kurze Vorderbeine (mit fünffingrigen Händen), lange Hinterbeine und einen langen Schwanz. Die langen Hinterbeine weisen darauf hin, dass Lesothosaurus sehr schnell rennen konnte. Das Gelenkende (Caput ossis femoris) des ausgeprägten Oberschenkelknochen ist bislang bei Dinosauriern einzigartig. Lesothosaurus lief biped auf den Hinterbeinen.
Seine Überreste wurden in der Upper-Elliot-Formation gefunden und sind etwa 201 bis 199 Millionen Jahre alt.